# Xamatama
Xamatama ist eine osttimoresische Aldeia im Sucos Bairro Pite (Verwaltungsamt Dom Aleixo, Gemeinde Dili). 2015 lebten in Xamatama 296 Menschen.

## Lage
Xamatama liegt im Norden des Sucos Bairro Pite. Östlich liegt die Aldeia Transporte Air Timor (T.A.T.), südlich die Aldeia Frecat, westlich die Aldeia Licarapoma und nördlich die Aldeia Laloran.
In Xamatama befindet sich die Grundschule Hudilaran (deutsch Bananenstaude), benannt nach dem Stadtteil in dem Xamatama liegt.